# Diocese de Gurk
A Diocese de Gurk-Klagenfurt (em latim: Dioecesis Gurcensis) é uma diocese católica sufragânea da Arquidiocese de Salzburgo. Embora tenha o nome da Catedral de Gurk, a sede do bispo desde 1787 está em Klagenfurt.

## Território
A diocese compreende o Estado austríaco da Caríntia. A sede episcopal é a cidade de Klagenfurt, onde fica a Catedral de São Pedro e São Paulo. Na cidade de Gurk há a Concatedral da Assunção da Virgem Maria. Em Lesachtal se localiza um santuário que recebe muitos peregrinos, o de Maria Luggau.
O território é dividido em 337 paróquias.

## História
A diocese foi erigida em 06 de março de 1071, com território desmembrado da Arquidiocese de Salzburgo, já em 1787, o a sede episcopal foi transferida de Gurk para Klagenfurt.
Entre os séculos XVI e XVIII, o arcebispo de Salzburgo tinha um poder especial para aprovar, em nome da Santa Sé, a eleição de bispos de Gurk.
Foi criada em 20 de fevereiro de 1933 através da bula papal Quo Christi Fideles, do Papa Pio XI com partes dos territórios do decanato de Tarvisio e da Arquidiocese de Udine.

## Líderes
- Günther von Krappfeld (6 de maio de 1072 - 15 de junho 1090)
- Berthold von Zeltschach (1090 - 1106)
- Hiltebold (1106 - 8 de outubro de 1132)
- Roman (1132 - 3 de abril de 1167)
- Heinrich, OSB (1º de agosto de 1167 - 3 de outubro de 1174)
- Roman von Leibnitz (1174 - 17 de agosto de 1179)
- Dietrich von Albeck (1179 - janeiro de 1194)
- Wernher (1194 - 21 de dezembro de 1195)
- Ekkehard (1196 - 23 de abril de 1200)
- Truchsess Walther von Waldburg, O.S.B. (abril ou maio de 1200 - 18 de janeiro de 1213)
  - Otto (abril de 1214 - 30 de julho de 1214)
- Heinrich von Pettau (setembro de 1214 - 7 de setembro de 1217)
- Ulschalk (setembro de 1218 - 4 de dezembro de 1220)
- Ulrich von Ortenburg (15 de janeiro de 1222 - 14 de setembro de 1253)
- Dietrich von Marburg (outubro de 1253 - 10 de novembro de 1278)
- Johann von Ennsthal (25 de maio de 1279 - 22 de julho de 1281)
  - Konrad von Lupburg (17 de junho de 1282 - antes de 11 de maio 1283)
- Hartnid von Lichtenstein-Offenberg (19 de julho de 1283 - 28 de novembro de 1298)
- Heinrich von Helfenberg (13 de abril de 1299 - setembro de 1326)
- Gerold von Friesach (1326 - 7 de dezembro de 1333)
- Lorenz von Brunne (1334 - 5 de agosto de 1337)
- Konrad von Salmansweiler (1º de outubro de 1337 - dezembro de 1344)
- Ulrich von Wildhaus (1344 - 26 de agosto de 1351)
- Paul von Jägerndorf (24 de outubro de 1351 - 15 de maio de 1359)
- Johann von Lenzburg (16 de outubro de 1359 - 14 de fevereiro de 1364)
- Johann von Töckheim (6 de março de 1364 - 29 de fevereiro de 1376)
- Johann von Mayrhofen (junho de 1376 - 30 de janeiro de 1402)
- Konrad von Hebenstreit (21 de julho de 1402 - 23 de março de 1411)
- Ernst Auer (23 de março de 1411 - 27 de março de 1432)
- Johann Schallermann (28 de janeiro de 1433 - 1453)
  - Lorenz von Lichtenberg (1432 - 1436)
- Ulrich Sonnberger (5 de novembro de 1453 - 29 de dezembro de 1469)
- Sisto von Tannenberg (23 de abril de 1470 - 12 de janeiro de 1474)
- Lorenz von Freiberg (11 de maio de 1474 - 15 de agosto de 1487)
- Raymond Perault, OESA (21 de fevereiro de 1491 - 6 de outubro de 1501)
- Matthäus Lang von Wellenburg (6 de outubro de 1501 - 11 de março de 1522)
- Jeronimo Balbi (23 de fevereiro de 1523 - 1526)
- Antonio Hoyos de Salamanca (25 de junho de 1526 - 1551)
- Johann von Schönburg (1551 - 1555)
- Sagstetter Urban von Gurk (3 de julho de 1556 - 13 de outubro de 1573)
- Andreas Christoph von Spaur (1573 - 14 de março de 1601)
- Johann Jakob von Lamberg (25 de fevereiro de 1603 - 7 de fevereiro de 1630)
- Sebastian von Lodrons (26 de agosto de 1630 - 4 de setembro de 1643)
- Franz von Lodrons (30 de setembro de 1643 - 30 de novembro de 1653)
- Sigismundo Francisco da Áustria (25 de fevereiro de 1653 - 28 de maio de 1665)
- Wenceslaus von Thun (9 de novembro de 1665 - 8 de janeiro de 1673)
- Polykarp Wilhelm von Kuenburg (24 de fevereiro de 1674 - 15 de julho de 1675)
- Johannes von Goes (16 de janeiro de 1676 - 19 de outubro de 1696)
- Otto de la Bourde (27 de abril de 1697 - 24 de dezembro de 1708)
- Jakob Maximilian von Thun und Hohenstein (30 de agosto de 1709 - 26 de julho de 1741)
- Joseph Maria von Thun (11 de janeiro de 1742 - 29 de março de 1762)
- Hieronymus von Colloredo (8 de maio de 1762 - 22 de junho de 1772)
- Joseph Franz Anton von Auersperg (31 de janeiro de 1773 - 25 de junho de 1784)
- Franz Xaver Altgraf von Salm-Reifferscheidt-Krautheim (1784 - 19 de abril de 1822)
- Jakob Peregrin Paulitsch (30 de maio de 1824 - 5 de janeiro de 1827)
- Georg Mayer (19 de abril de 1828 - 22 de março de 1840)
- Franz Anton Gindl (15 de agosto de 1841 - 24 de outubro de 1841)
- Adalberto Lidmansky (13 de maio de 1842 - 23 de julho de 1858)
- Valentin Wiery (30 de outubro de 1858 - 29 de dezembro de 1880)
- Peter Funder (13 de maio de 1881 - 2 de outubro de 1886)
- Joseph Kahn (19 de março de 1887 - 28 de outubro de 1910)
- Balthasar Kaltner (3 de novembro de 1910 - 25 de maio de 1914)
- Adam Hefter (26 de dezembro de 1914 - 4 de maio de 1939)
  - Sede vacante (1939-1945)
- Josef Köstner (25 de junho de 1945 - 25 de abril de 1981)
- Egon Kapellari (7 de dezembro de 1981 - 14 de março de 2001)
- Alois Schwarz (desde 22 de maio de 2001 - 17 de maio de 2018)
- Josef Marketz (3 de dezembro de 2019)

## Estatísticas
A diocese, até o final de 2006, havia batizado 414.699 pessoas em uma população de 559.621, correspondendo a 74,1% do total.